# Dugouha jerboa
Dugouha jerboa (Euchoreutes naso), maleni pustinjski sisavac koji živi u Mongoliji u pustinji Gobi,  a poznata je po ogromnim ušima i skakutanju poput klokana. Skakutanje mu omogućavaju dlake na nožicama.
Za sada je još malo poznato o njoj pošto je sičušna noćna životinjica. Hrani se kukcima a preko dana živi u podzemnim hodnicima.
Dugouha jerboa pripada u glodavce i porodici Dipodidae. Staništa su mu, vjeruje se, ugrožena, te joj prijeti izumiranje.